# Монтъгю (Калифорния)
Мо̀нтъгю (на английски: Montague) е град в окръг Сискию, щата Калифорния, Съединените американски щати.
Има население от 1406 жители (по приблизителна оценка от 2017 г.) и обща площ от 4,6 km². Намира се на 774 m надморска височина. ЗИП кодовете му са 96064, а телефонният му код е 530.